# Estação Mercado (Trensurb)
A Estação Mercado é uma das estações do Metrô de Porto Alegre, situada em Porto Alegre, ao lado do Mercado Público. É uma das estações terminais da Linha 1.
Foi inaugurada em 2 de março de 1985. Localiza-se na Avenida Mauá. Atende o bairro do Centro Histórico.

## Localização
A estação recebeu esse nome por estar situada próxima ao Mercado Público de Porto Alegre, inaugurado em 1985 para abrigar a primeira estação do Metrô de Porto Alegre Trensurb.
Em suas imediações também se localiza o Palácio do Comércio, um prédio de arquitetura art déco inaugurado em 1940, além do Largo Glênio Peres, um espaço público inaugurado em 1992.